# Liga Mexicana del Pacífico 1960-61
La Temporada 1960-61 de la Liga Mexicana del Pacífico fue la 3.ª y comenzó el 22 de octubre de 1960.
Esta edición contó con el retorno del equipo de Ciudad Obregón esta vez con el nombre de Yaquis de Ciudad Obregón, y salida de los Mayos de Navojoa. 
La temporada comenzó jugando Guaymas en Obregón y Hermosillo en Empalme.
Esta campaña contó con el debut de Héctor Espino, considerado el mejor beisbolista mexicano de todos los tiempos, inicialmente jugó con el equipo de Yaquis de Ciudad Obregón, pero después de los primeros juegos, el club de Naranjeros de Hermosillo lo reclamó como suyo, argumentando que ellos lo contrataron primero.
Héctor Espino tuvo un debut sensacional, terminó la campaña liderando 5 departamentos de bateo y fue designado como Campeón de Bateo, iniciando así una larga carrera llena de éxitos. 
La temporada finalizó el 19 de febrero de 1961, con la coronación de los Naranjeros de Hermosillo al terminar en la primera posición del standing.

## Sistema de competencia

### Temporada regular
Se estableció un sistema de competencia de "todos contra todos", se programó un calendario corrido sin vueltas, jugando 18 series (54 juegos), resultando campeón el equipo con mayor porcentaje de ganados y perdidos (primera posición).

### Final
En caso de que hubiera empate entre los primeros dos lugares de la tabla en cuanto a ganados y perdidos, se jugaría una serie final a ganar 3 de 5 juegos.

## Calendario
- Número de Series: 3 series en casa x 3 equipos = 9 series + 9 series de visita = 18 series
- Número de Juegos: 18 series x 3 juegos = 54 juegos

## Datos sobresalientes
- Naranjeros de Hermosillo obtiene la triple corona de bateo por equipo.

## Equipos participantes
| Liga Mexicana del Pacífico 1960-61 |           |                   |                        |                         |           |
| Equipo                             | Fundación | Mánager           | Ciudad                 | Estadio                 | Capacidad |
| Naranjeros de Hermosillo           | 1944      | Virgilio Arteaga  | Hermosillo, Sonora     | Fernando M. Ortiz       | 5,000     |
| Ostioneros de Guaymas              | 1945      | Manuel Magallón   | Guaymas, Sonora        | "Abelardo L. Rodríguez" | 5,000     |
| Rieleros de Empalme                | 1948      | Miguel Gaspar     | Empalme, Sonora        | Estrellas Empalmenses   | ***       |
| Rojos de Ciudad Obregón            | 1947      | Guillermo Álvarez | Ciudad Obregón, Sonora | Álvaro Obregón          | ***       |

## Standing
| Equipos                  | JJ | JG | JP | JE | JV   | PCT  |
| ------------------------ | -- | -- | -- | -- | ---- | ---- |
| Naranjeros de Hermosillo | 54 | 35 | 19 | -  | -    | .648 |
| Ostioneros de Guaymas    | 56 | 34 | 20 | 2  | 1.0  | .630 |
| Rieleros de Empalme      | 56 | 28 | 26 | 2  | 7.0  | .519 |
| Rojos de Ciudad Obregón  | 54 | 11 | 43 | -  | 24.0 | .204 |

| Campeón |

Nota: El campeón se definió por la primera posición en el standig.

## Cuadro de Honor
| Equipos                  | Posición   |
| ------------------------ | ---------- |
| Naranjeros de Hermosillo | Campeón    |
| Ostioneros de Guaymas    | Subcampeón |
| Rieleros de Empalme      | 3° Lugar   |
| Rojos de Ciudad Obregón  | 4° Lugar   |

## Designaciones
A continuación se muestran a los jugadores más valiosos de la temporada.
| Designación         | Ganador          | Equipo                   |
| ------------------- | ---------------- | ------------------------ |
| Jugador Más Valioso | Miguel Sotelo    | Naranjeros de Hermosillo |
| Pitcher del Año     | Miguel Sotelo    | Naranjeros de Hermosillo |
| Novato del año      | Héctor Rodríguez | Naranjeros de Hermosillo |
| Mánager del Año     | Virgilio Arteaga | Naranjeros de Hermosillo |
| Mánager Campeón     | Virgilio Arteaga | Naranjeros de Hermosillo |
| Campeón de Bateo    | Héctor Espino    | Naranjeros de Hermosillo |
| Campeón de Pitcheo  | Manuel Pérez     | Ostioneros de Guaymas    |